# Kapelica
Kapelica je majhen krščanska bogoslužna zgradba, ki po navadi stoji ob cesti. Pogosto so bile postavljene iz zaobljube v stiski oziroma nesreči. Od znamenja se razlikuje po tem, da ima prostor, v katerega lahko človek vstopi, kljub temu pa prostorske zmožnosti zadoščajo le za nekaj ljudi. Sestavni del inventarja je oltarček, ki vsebuje križ, kip ali sliko. Zunaj so lahko tudi poslikane. Nekatere so odprte, druge so zaprte z železnimi mrežastimi vrati, redkeje pa so povsem zaprte. Vsaka kapelica je posvečena nekemu svetniku, ob zgraditvi ali obnovitvi pa je vedno blagoslovljena. Ob posebnih priložnostih se ob kapelici odvije tudi sveta maša.